# TCC Group Holdings
Die TCC Group Holdings (bis 2024 Taiwan Cement Corporation oder Taiwan Cement, kurz TCC; chinesisch 台灣水泥 / 台湾水泥, Pinyin Táiwān Shuǐní, kurz 台泥), gegründet von Koo Chen-fu und der Familie Koo, ist ein Zementunternehmen mit Hauptsitz in Taiwan. Ihr Hauptgeschäft umfasst die Produktion und den Handel von Zement, Papiertüten und anderen Papierprodukten unter dem Markennamen „品牌水泥“ – Pǐnpái Shuǐní.

## Geschichte
Nach der Übergabe Taiwans von Japan an die Republik China im Jahr 1945 gründeten die taiwanische Provinzregierung und das Ressourcenkomitee des Wirtschaftsministeriums am 1. Mai 1946 gemeinsam die Taiwan Cement Limited Corporation. Am 1. Januar 1951 wurde das Unternehmen in Taiwan Cement Corporation umstrukturiert.
Am 11. November 1954 wurde das staatliche Unternehmen privatisiert und in eine börsennotierte Aktiengesellschaft umgewandelt. Die Familie Koo (辜 Pinyin Gū) aus Lukang übernahm die Geschäftsführung. 1962 wurde die Aktie unter dem Code 1101 notiert und war damit das erste börsennotierte Unternehmen Taiwans.
2021 übernahm TCC den Mehrheitsanteil von Engie an deren Tochterfirma Engie EPS.
Das Unternehmen diversifizierte sich, wobei die Zementindustrie weiterhin sein Kerngeschäft blieb, und wurde zur TCC Group. Seit 2024 wurde der alte Name vollständig durch den neuen ersetzt.

## Marktanteile
Der Marktanteil von TCC beträgt in Taiwan 32 Prozent, in Festlandchina 1,69 Prozent, in der Türkei 16 Prozent und in Portugal über 50 Prozent. Die Kapazitätsauslastung liegt dabei bei weniger als der Hälfte. Dies weist auf die starke Produktionskapazität von TCC im Bereich kohlenstoffarmen Zement hin, insbesondere in Portugal und Afrika.

## Organisationsstruktur
Zu den Tochterunternehmen der TCC Group gehören unter anderem:
- TCC Green Energy
- Hong Kong Cement,
- Wanqing Cement,
- Fengsheng Industrial,
- Guanghe Refractory,
- Shimin Engineering,
- Heping Harbor,
- Dongcheng Quarry,
- Heping Power,
- Dahe Environmental Services,
- Dahe Changbei Environmental Protection,
- Dahe Dafeng Environmental Protection,
- Taiwan Express Warehousing,
- Dahe Shipping,
- Xinchang Chemical,
- TCC Chemical,
- TCC Int'l Ltd.,
- Taiwan Guanghe Construction,
- TCC Information,
- Xinchang Investment,
- Fortune Products Investment,
- China Rubber International,
- Nengyuan Technology